# Dartez Jacobs
Dartez Jacobs (Atlanta, 13 settembre 1993) è un giocatore di football americano statunitense che milita nel ruolo di cornerback nella United States Football League (USFL).
Dopo aver giocato per la squadra universitaria della Georgia State University è passato alla squadra professionistica tedesca dei Cologne Centurions, per trasferirsi in seguito ai New Orleans Breakers.